# Три цента США (серебряная монета)
3 цента США — серебряные монеты США номиналом в 3 цента, которые чеканились с 1851 по 1873 годы. Имеет 3 разновидности. За всё время было выпущено более 42 миллионов экземпляров.

## История
Предпосылкой создания 3-центовых монет стало снижение цены на почтовые марки до 3 центов. Одним из сенаторов было предложено начать чеканить серебряные монеты номиналом в 3 цента, за которые можно было бы приобрести 1 марку. Монетным актом от 1851 года было разрешено выпускать серебряные 3-центовые монеты.
Первый тип 3-центовых монет 1851—1853 годов весил 0,8 грамма и содержал 75 % серебра. В 1854 году содержание серебра в монете было повышено до 90 %, а вес соответственно снижен до 0,75 г. Третье изменение было внесено в 1859 году и касалось дизайна звезды на аверсе монеты.
Во время гражданской войны в США в связи с рядом финансовых трудностей с 1865 года стали выпускаться 3-центовые монеты из медно-никелевого сплава. Серебряные монеты чеканились вплоть до 1873 года незначительными тиражами.
Монета из-за своего малого размера была крайне неудобна в обиходе, так как часто терялась, могла гнуться.
Серебряные 3-центовые монеты чеканились на 2 монетных дворах — в основном на монетном дворе Филадельфии, и 1 год на монетном дворе Нового Орлеана. О происхождении монеты из того или другого монетного двора свидетельствует небольшая буква на реверсе:
- отсутствует — монетный двор Филадельфии, Пенсильвания
- O — монетный двор Нового Орлеана, Луизиана

## Изображение

### Аверс
На аверсе монеты изображена шестиконечная звезда в центре которой расположен щит. По краю монеты находится надпись «UNITED STATES OF AMERICA». Снизу обозначен год чеканки монеты.

### Реверс
На реверсе монеты по краю расположено 13 звёзд. В центре находится буква «C» с латинской цифрой «III». Сверху и снизу от цифры помещены оливковая ветвь и пучок стрел — символы миролюбия и умения себя защитить.

## Тираж
Монеты данного типа чеканились на монетных дворах Филадельфии и Нового Орлеана.
| Год  | Отчеканено в Филадельфии | Отчеканено в Новом Орлеане |
| ---- | ------------------------ | -------------------------- |
| 1851 | 5 447 400 (около 10)     | 720 000 (1)                |
| 1852 | 18 663 500 (1)           |                            |
| 1853 | 11 400 000 (1)           |                            |
| 1854 | 671 000 (около 20)       |                            |
| 1855 | 139 000 (около 40)       |                            |
| 1856 | 1 458 000 (около 40)     |                            |
| 1857 | 1 042 000 (около 75)     |                            |
| 1858 | 1 604 000 (около 250)    |                            |
| 1859 | 365 000 (800)            |                            |
| 1860 | 286 000 (1000)           |                            |
| 1861 | 497 000 (1000)           |                            |
| 1862 | 343 000 (550)            |                            |
| 1863 | 21 000 (460)             |                            |
| 1864 | 12 000 (470)             |                            |
| 1865 | 8 000 (500)              |                            |
| 1866 | 22 000 (725)             |                            |
| 1867 | 4 000 (625)              |                            |
| 1868 | 3 500 (600)              |                            |
| 1869 | 4 500 (600)              |                            |
| 1870 | 3 000 (1000)             |                            |
| 1871 | 3 400 (960)              |                            |
| 1872 | 1 000 (950)              |                            |
| 1873 | (600)                    |                            |

(в скобках обозначено количество монет качества пруф)
Суммарный тираж монеты составляет более 42 миллионов экземпляров.